# Montagnac, Gard
Montagnac là một xã trong vùng Occitanie. Xã Montagnac, Gard nằm ở khu vực có độ cao trung bình 170 mét trên mực nước biển.